# Lawdy Miss Clawdy
Lawdy Miss Clawdy è un brano musicale rhythm and blues scritto ed interpretato dal cantante Lloyd Price nel 1952 che introdusse il "sound di New Orleans".

## Il brano
Composto dallo stesso Pryce, il brano venne dapprima da lui inciso nel 1952 con Fats Domino e Dave Bartholomew durante la prima sessione in studio per Art Rupe e la Specialty Records. La canzone divenne in breve tempo uno dei più grandi successi R&B del 1952 quando fu pubblicata nel singolo Lawdy Miss Clawdy/Mailman Blues nell'aprile dello stesso anno. Da allora Lawdy Miss Clawdy fu d'ispirazione per molte canzoni ed è stata incisa da molti altri artisti.
La canzone è stata inoltre identificata come "uno dei primi dischi rhythm and blues che attrassero l'attenzione degli adolescenti bianchi del sud degli Stati Uniti", tra i quali Elvis Presley, che quattro anni dopo incise la sua celebre versione di Lawdy Miss Clawdy nel 45 giri Lawdy Miss Clawdy/Shake, Rattle and Roll.